# Roddy Doyle
Roddy Doyle född 8 maj 1958 i Dublin, är en irländsk författare.
Doyles romaner handlar om arbetslöshet, alkoholproblem och misshandel. Innan han blev författare på heltid var han lärare i 14 år. Hans roman The Commitments blev en framgångsrik film.

## Priser och utmärkelser
Bookerpriset 1993 för Paddy Clarke ha ha ha